# Geografski informacijski sustav
Geografski informacijski sustav (GIS) je sustav za upravljanje prostornim podacima i osobinama pridruženih njima. U najstrožem smislu to je računalni sustav sposoban za integriranje, spremanje, uređivanje, analiziranje i prikazivanje geografskih informacija. U općenitijem smislu GIS je oruđe "pametne karte" koje dopušta korisnicima stvaranje interaktivnih upitnika (istraživanja koja stvara korisnik), analiziranje prostornih informacija i uređivanje podataka.
Tehnologija geografskog informacijskog sustava može se koristiti za znanstvena istraživanja, upravljanje resursima, imovinsko upravljanje, planiranje razvoja, kartografiju i planiranje puta. GIS bi na primjer mogao dopuštati planerima u slučaju opasnosti da lako izračunaju vrijeme potrebno za odgovor u slučaju prirodne katastrofe ili bi se pak mogao koristiti za pronalaženje močvara koje trebaju zaštitu od onečišćenja.

## Povijest razvoja
U 18. stoljeću provele su se suvremene geodetske tehnike za topografsko kartiranje uz ranije verzije tematskog kartiranja, npr. za znanstvene podatke ili podatke popisa stanovništva.
Rano 20. stoljeće doživjelo je razvoj "fotografske litografije" u kojoj su karte bile odvojene u slojeve. Razvoj računalnog hardvera potaknutog istraživanjem nuklearnog oružja vodio je primjenama računalnog "kartiranja" opće namjene u ranim 1960-im.
Godine 1967. razvoj prvog pravog svjetskog operacijskog GIS-a u Ottawi, Ontario potaknulo je federalno Ministarstvo energije, rudarstva i resursâ. Razvio ga je Roger Tomlinson, a nazvan je "Kanadskim GIS-om" (Canadian GIS; CGIS) i koristio se za spremanje, analiziranje i rukovanje podacima prikupljenima za Kanadski zemljišni inventar (Canadian Land Inventory; CLI)—inicijativa za određivanje sposobnosti zemlje u ruralnoj Kanadi kartiranjem informacija o tlu, poljoprivredi, rekreaciji, divljini, vodenim pticama, šumarstvu i upotrebi zemljišta u mjerilu 1:250,000. Klasifikacijski faktor procjene također je dodan kako bi dopustio analizu.
CGIS je bio prvi svjetski "sustav" kao i poboljšanje nad primjenama "kartiranja" pošto je dopuštao mogućnosti preklapanja, mjerenja, digitaliziranja/skeniranja, a podržavao je nacionalni koordinatni sustav koji se proširio kontinentom, kodirane linije poput "lukova" imale su pravu ugrađenu topologiju, te je spremao osobine i lokacijske informacije u odvojene datoteke. Njegov osnivač, geograf Roger Tomlinson, postao je poznat kao "otac GIS-a".
CGIS, koji je trajao do 1990-ih, izgradio je najveću digitalnu bazu podataka o zemljišnim resursima u Kanadi. Razvio se kao glavni baziran sustav u potpori federalnog i provincijskog planiranja i upravljanja resursima. Njegova snaga je bila u analizi kompleksnih podatkovnih skupova širom kontinenta. CGIS nikad nije bio dostupan u komercijalnom obliku. Njegov početni razvoj i uspjeh potaknuo je različite komercijalne primjene kartiranja koje su prodavali prodavači poput Intergrapha. Razvoj mikroračunalnog hardvera proširili su prodavači poput ESRI-a, MapInfo-a i CARIS-a kako bi uspješno unijeli mnoga obilježja CGIS-a, povezujući pristup 1. generacije na odvajanje prostornih i atributnih informacija s pristupom 2. generacije na organiziranje atributnih podataka u strukture baza podataka. Rast industrije tijekom 1980-ih i 1990-ih ubrzan je rastućom upotrebom GIS-a na UNIX-ovim radnim stanicama te osobnim računalima. Do kraja 20. stoljeća brzi rast u različitim sustavima učvrstio se i standardizirao na relativno malo platformi pa su korisnici počeli izvoziti koncept gledanja GIS podataka preko Interneta, tražeći oblikovanje podataka i prijenosne standarde.

## Tehnike korištene u GIS-u

### Srodne informacije iz više izvora
Ako se mogu povezati informacije o oborinama neke države sa zračnim snimcima određene regije u toj državi, moglo bi se reći koje će se močvare osušiti u određeno vrijeme u godini. GIS, koji koristi informacije iz različitih izvora u različitim oblicima, može pomoći pri takvim analizama. Primarni zahtjev za izvorne podatke sastoji se od poznavanja položaja za varijable. Položaj se može označiti x, y i z koordinatama zemljopisne dužine, širine i nadmorske visine ili drugim geokodnim sustavima poput ZIP Codea ili cestovnim miljokazima. Svaka varijabla koja se može prostorno smjestiti može se pohraniti u GIS-u. Nekoliko računalnih baza podataka koje se izravno mogu unijeti u GIS trenutno stvaraju vladine agencije i nevladine organizacije. Različite se vrste podataka u obliku karte mogu unijeti u GIS.
GIS također može pretvarati postojeće digitalne informacije, koje možda još nisu u obliku karte, u oblike koje može prepoznati i koristiti. Na primjer, digitalne satelitske slike stvorene daljinskim snimanjem mogu se analizirati kako bi stvorile karti sličan sloj digitalnih informacija o vegetacijskom pokrivaču. Drugi poprilično razvijen izvor za imenovanje GIS objekata je Gettyjev leksikon geografskih imena (Getty Thesaurus of Geographic Names; GTGN) (GLGI), koja je strukturiran rječnik koji sadrži oko 1,000,000 imena i drugih informacija o mjestima.
Jednako se tako podaci o popisu stanovništva ili hidrološki tablični podaci mogu pretvoriti u oblik karte, služeći kao slojevi tematskih informacija u GIS-u.

### Prikaz podataka
GIS podaci predstavljaju objekte u stvarnom svijetu(ceste, upotrebu zemljišta, visinu) pomoću digitalnih podataka. Objekti u stvarnom svijetu mogu se podijeliti u dvije apstrakcije: zasebni objekti (kuće) i neprekinuta polja (količina oborina ili visina). Za obje apstrakcije postoje dvije široke metode korištene u spremanju podataka u GIS-u: rasterska i vektorska metoda.
Tip rasterskih podataka sastoji se od redova i stupaca ćelija gdje se u svakoj ćeliji sprema pojedinačna vrijednost. Vrlo često su rasterski podaci slike (rasterske slike), ali uz samu boju, vrijednost zapisana za svaku ćeliju može biti zasebna vrijednost, poput zemljišne upotrebe, neprekinuta vrijednost, poput oborina, ili nikakva vrijednost ako nije dostupan nijedan podatak. Dok rasterska ćelija sprema pojedinačnu vrijednost, ona se može proširiti upotrebom rasterskih pruga za prikaz RGB (zelene, crvene i plave) boja, obojenih karata (kartiranje između tematskog koda i RGB vrijednosti) ili proširene atributne tablice s jednim redom za svaku jedinstvenu vrijednost ćelije. Razlučivost rasterskog skupa podataka je njegova širina ćelije u zemljišnim jedinicama. Na primjer, jedna ćelija rasterske slike predstavlja jedan metar na zemlji. Obično ćelije predstavljaju kvadratna područja zemlje, ali se mogu koristiti i ostali oblici.
Tip vektorskih podataka za prikaz objekata koristi geometriju poput točaka, linija (serije točkastih koordinata) ili poligona, također zvanih područjima (oblici omeđeni linijama). Primjeri uključuju granice posjeda za stambenu podjelu prikazane poligonima i položaje izvora prikazane točkama. Vektorska se obilježja mogu napraviti kako bi poštivala prostorni integritet kroz primjenu topoloških pravila poput onoga da se 'poligoni ne smiju preklapati'. Vektorski se podaci mogu također koristiti za prikaz neprekinuto varirajućih pojava. Izolinije i triangulirane nepravilne mreže (TNM; eng. triangulated irregular networks ili TIN) koriste se za prikazivanje visine ili drugih neprestano promjenjivih vrijednosti. TNM-ove zapisane vrijednosti na točkastim položajima, koje su povezane pravcima kako bi oblikovale nepravilnu mrežu trokuta. Lice trokutova prikazuju površinu terena.
Postoje prednosti i nedostaci upotrebe rasterskih ili vektorskih podatkovnih modela za prikazivanje stvarnosti. Rasterski podatkovni skupovi zapisuju vrijednost svih točaka na pokrivenom području koje može zahtijevati više mjesta za spremanje podataka nego što prikazuje podatke u vektorskom obliku koji može spremiti podatke samo ondje gdje je potrebno. Rasterski podaci također dopuštaju lako provođenje preklapajućih operacija, koje su mnogo teže s vektorskim podacima. Vektorski se podaci mogu prikazati kao vektorska grafika korištena na tradicionalnim kartama za razliku od rasterskih podataka koji će se pojaviti kao slika koja bi mogla imati blokirajući izgled za granice objekata.
Dodatni se neprostorni podaci također mogu pohraniti osim prostornih podataka predstavljenih koordinatama vektorske geometrije ili položajem rasterske ćelije. U vektorskim podacima dodatni su podaci obilježja objekta. Na primjer, poligon šumskog inventara može imati i identifirajuću vrijednost i informacije o vrstama stabala. U rasterskim podacima vrijednost ćelije može pohraniti atributnu informaciju, ali se može koristiti i kao identifikator koji se može povezati sa zapisima u drugoj tablici.

### Snimanje podataka
Snimanje podataka—unos informacija u sustav—oduzima velik dio vremena GIS tehničarima. Stoga postoje različite vrste metoda koje se koriste za unošenje podataka u GIS u kojemu se spremaju u digitalnom obliku.
Postojeći podaci otisnuti na papiru ili mylar kartama mogu se digitalizirati ili skenirati radi proizvodnje digitalnih podataka. Digitalizator proizvodi vektorske podatke dok operator bilježi točke, linije i poligonske granice s karte. Skeniranje karte rezultira u rasterskim podacima koji se dalje mogu obrađivati za stvaranje vektorskih podataka.
Geodetski podaci mogu se izravno unijeti u GIS iz sustavâ prikupljanja digitalnih podataka na geodetskim instrumentima. Položaje s globalnog pozicijskog sustava (GPS), drugog geodetskog alata, također se mogu izravno unijeti u GIS.
Daljinsko snimljeni podaci igraju važnu ulogu u prikupljanju podataka, a sastoje se od senzora pričvršćenih na platformi. Senzori uključuju kamere, digitalne skenere i LIDAR, dok se platforme obično sastoje od letjelica i satelita.
U ovom trenutku većina digitalnih podataka dolazi iz fotografske interpretacije zračnih snimaka. Radne stanice meke kopije koriste se za digitaliziranje obilježja izravno sa stereo para digitalnih fotografija. Ti sustavi dopuštaju da se podaci snime u 2 ili 3 dimenzije s visinama izmjerenima izravno sa stereo para upotrebom fotogrametrijskih principa. Trenutno se analogni zračni snimci skeniraju prije nego što se unesu u sustav meke kopije, ali kako digitalne kamere visoke kvalitete postaju sve jeftinijima taj će se korak ubuduće preskakati.
Satelitsko daljinsko snimanje omogućuje drugi važni izvor prostornih podataka. Ovdje sateliti koriste različite senzorne pakete da pasivno izmjere refleksiju iz dijelova elektromagnetskog spektra ili radio valova koji su poslani s aktivnog senzora kao što je radar. Daljinsko snimanje prikuplja rasterske podatke koji se dalje mogu obrađivati radi identificiranja objekata i razreda zanimanja, poput zemljišnog pokrivača.
Kada se podaci snime, korisnik bi trebao uzeti u obzir da li bi se podaci trebali snimiti ili s relativnom ili s apsolutnom pouzdanosti, pošto to ne utječe samo na način interpretacije informacija već i na cijenu snimanja podataka.
Pored prikupljanja i unošenja prostornih podataka, atributni se podaci također unose u GIS. Za vektorske podatke to uključuje dodatne informacije o objektima prikazanima u sustavu.
Nakon unošenja podataka u GIS on obično zahtijeva uređivanje, radi uklanjanja pogrešaka, ili daljnje obrađivanje. Za vektorske se podatke GIS mora napraviti "topološki ispravnim" prije nego što se koristi u naprednoj analizi. U cestovnoj se mreži, primjerice, linije moraju povezati s čvorištima na raskrižju. Pogreške poput prelaženja ispod ili iznad također se moraju ukloniti. Za skenirane se karte greške na izvornoj karti možda moraju ukloniti od rezultirajućeg rastera. Tako na primjer mrlja nečistoće može povezati dvije linije koje ne bi trebale biti povezane.

### Rukovanje podacima
Restrukturiranje podataka može se izvesti GIS-om kako bi se podaci pretvorili u različite oblike. GIS se može, primjerice, koristiti za pretvaranje satelitske karte u vektorsku strukturu tako da se stvore linije oko svih ćelija s jednakom klasifikacijom, dok se istodobno određuju prostorni odnosi ćelija poput graničnosti ili pripadnosti.
Budući da se digitalni podaci prikupljaju i spremaju na različite načine, dva izvora podataka ne moraju biti u potpunosti kompatibilna. Stoga GIS mora biti u mogućnosti pretvoriti geografske podatke iz jedne strukture u drugu.

### Projekcije, koordinatni sustav i registracija
Karte imovinskog vlasništva i karte tla mogu prikazivati podatke u različitoj mjeri. Informacije na karti moraju se rukovati u GIS-u tako da ih on registrira ili prilagodi informacijama prikupljenima s drugih karata. Prije nego što se digitalni podaci analiziraju, možda se moraju podvrgnuti drugim zahvatima—na primjer, projekcijskoj i koordinatnoj transformaciji—koji ih integriraju u GIS.
Zemlja se može prikazati različitim modelima od kojih svaki može omogućiti različiti skup koordinata (npr. širinu, dužinu, visinu) za bilo koju danu točku na Zemljinoj površini. Najjednostavniji model pretpostavlja da je Zemlja savršena kugla. Pošto se prikupilo sve više mjerenja o Zemlji, modeli koji je prikazuju postaju sve sofisticiranijima i pouzdanijima. Zapravo postoje modeli koji se primjenjuju na različitim područjima na Zemlji radi omogućavanja povećane pouzdanosti (npr. Sjevernoamerički datum, 1983. - NAD83 - radi dobro u Sjevernoj Americi, ali ne i u Europi). Vidi Datum za više informacija.
Projekcija je fundamentalna sastavnica u stvaranju karata. Projekcija je matematičko sredstvo prenošenja informacija sa Zemljinog modela, koji predstavlja trodimenzionalnu zakrivljenu površinu, na dvodimenzionalno sredstvo—papir ili ekran računala. Različite se projekcije 
koriste za različite vrste karata, jer svaka projekcija posebno odgovara određenim upotrebama. Na primjer, projekcija koja pouzdano predstavlja oblike kontinenata iskrivit će njihove relativne veličine.
Budući da većina informacija u GIS-u dolazi iz postojećih karata, GIS koristi procesorsku snagu računala za pretvaranje digitalnih informacija, prikupljenih iz izvora s različitim projekcijama i/ili različitim koordinatnim sustavima, u uobičajenu projekciju i koordinatni sustav.

### Prostorna analiza GIS-om

#### Modeliranje podataka
Teško je povezati karte močvara s količinom oborina zabilježenom na različitim točkama poput aerodroma, televizijskih stanica i srednjih škola. GIS se, pak, može koristiti za oslikavanje dvodimenzionalnih ili trodimenzionalnih karakteristika Zemljine površine, litosfere i atmosfere s informacijskih točaka.
GIS može, primjerice, brzo stvoriti kartu s linijama koje označavaju količinu oborina.
Takva se karta može smatrati oborinskom izolinijskom kartom. Mnoge sofisticirane metode mogu procijeniti karakteristike površina s ograničenog broja mjernih točaka. Dvodimenzionalna izolinijska karta stvorena iz površinskog modeliranja oborinskih mjernih točaka može se preklopiti i analizirati s bilo kojom drugom kartom u GIS-u koja pokriva isto područje.

#### Topološko modeliranje
Da li su se u proteklih 35 godina otvorile benzinske stanice ili tvornice koje rade pokraj močvara? Neke koje se nalaze tri kilometara i uzbrdo od močvare? GIS može prepoznati i analizirati prostorne odnose koji postoje unutar digitalno spremljenih prostornih podataka. Ti prostorni odnosi dopuštaju da se izvedu analiza i kompleksno prostorno modeliranje. Topološki odnosi između geometrijskih entiteta tradicionalno uključuju graničnost (što graniči s nečime), sadržaj (što obuhvaća nešto) i približnost (koliko je nešto blizu nečemu drugome).

#### Mreže
Da su sve tvornice blizu močvare slučajno ispustile istovremeno kemikalije u rijeku, koliko bi onda trebalo vremena određenoj količini zagađivača da uđe i ošteti močvarno spremište? GIS može simulirati kretanje materijala duž linearne mreže. Vrijednosti poput nagiba, ograničenja brzine, promjera cijevi mogu se uvrstiti u mrežno modeliranje radi mnogo pouzdanijeg prikazivanja tijeka pojave. Mrežno modeliranje se obično koristi u prometnom planiranju, te hidrološkom i infrastrukturnom modeliranju.

#### Kartografsko modeliranje
Tehnike snažne analize s rasterskim podacima.

#### Vektorsko preklapanje
Kombinacija dva odvojena skupa prostornih podataka (točaka, linija i poligona) za stvaranje novog izlaznog skupa vektorskih podataka. Tipično, atributne tablice dvaju ulaznih skupa vektorskih podataka dobivaju svoja polja i vrijednosti spojene u atributnu tablicu novoga skupa izlaznih podataka. Ova preklapanja su slična matematičkim Vennovim dijagramima. Na primjer, "unijsko preklapanje" ili "unija" tipično objedinjuje sva geografska obilježja oba skupa vektorskih podataka u novi skup izlaznih podataka.

#### Prostorna statistika
Upotreba geostatistike za predviđanje polja iz točaka. Analiza točkastog obrasca. Način gledanja na statistiku prostornih podataka. Ono što je čini jedinstvenom od ostalih vrsta statistike je upotreba teorije grafova i matrične algebre za reduciranje brojnosti parametara u podacima koji se analiziraju. To je neophodno jer su stvarno drugorazredna svojstva GIS podataka koji trebaju analizu.

#### GeoKodiranje
Izračunavanje prostornih položaja (X, Y koordinata) iz uličnih adresa. Referentna tema je potrebna za geokodiranje individualnih adresa kao što je datoteka središnje cestovne linije s dometima adrese. Položaji individualnih adresa se interpoliraju ili procjenjuju proučavanjem dometa adresa duž cestovnog segmenta. Oni su obično dostupni u obliku tablice ili baze podataka. GIS tada smješta točku približno ondje gdje adresa pripada duž segmenta središnje linije. Na primjer, adresna točka 500 bit će u središnjoj točki linijskog segmenta koji počinje adresom 1 i završava adresom 1000. Geokodiranje se također može primijeniti za aktualne podatke o parcelama, tipično s općinskih poreznih karata. U tom će slučaju rezultat geokodiranja biti pozicioniran prostor nasuprot interpoliranoj točki.
Treba se napomenuti da postoji nekoliko (moguće opasnih) pogrešaka koje se često ne opaze prilikom upotrebe interpolacije. Za više informacija vidi cijeli članak o geokodiranju.
Različiti algoritmi se koriste radi pomaganja u pronalasku adresa kod kojih se pravilno pisanje razlikuje. Informacije o adresama koje imaju podatke o posebnom entitetu ili organizaciji, poput poštanskog ureda, ne mogu u potpunosti pronaći referentnu temu. Mogle bi postojati i varijacije u pisanju naziva ulica, društvenih imena, itd. Konačno, korisnik općenito može odrediti kriterij pronalaženja strožim ili opustiti te parametre tako da se kartira više adresa. Mora se paziti tako da ne bude pogrešno kartiranih adresa koje bi nastale zahvaljujući revnim parametrima pronalaženja.

#### Obrnuto geokodiranje
Obrnuto geokodiranje je proces vraćanja procijenjenog uličnog broja koji se odnosi na danu koordinatu. Na primjer, korisnik može kliknuti na temu središnje cestovne linije (tako dostavljajući koordinatu) i povratiti informaciju koja odražava procijenjeni kućni broj. Taj kućni broj se interpolira od dosega dodijeljenom tom cestovnom segmentu. Ako korisnik klikne na središnju točku segmenta koji počinje s adresom 1 i završava sa 100, povratna vrijednost bit će negdje blizu 50. Treba se opaziti da obrnuto geokodiranje ne vraća stvarne adrese, već samo procjenjuje od onoga što bi trebalo biti temeljeno na predodređenom dosegu.

### Izlazni podaci i kartografija
Kartografija je dizajn i produkcija karata ili vizualnog prikaza prostornih podataka. Ogromna većina moderne kartografije zavisi o pomoći računala, obično uz upotrebu GIS-a. Većina GIS softvera daje korisniku znatnu kontrolu nad izgledom podataka.
Kartografski rad služi dvjema glavnim funkcijama:
Prvo, on proizvodi crteže na ekranu ili papiru koje prenose rezultate analize ljudima koji stvaraju odluke o resursima. Zidne se karte i ostali crteži mogu proizvesti, omogućujući gledatelju da vizualizira i pritom razumije rezultate analiza ili simulacija mogućih događaja. Web Map Serveri olakšavaju distribuciju stvorenih karata putem web tehnologije.
Drugo, ostale informacije iz baze podataka mogu se stvoriti radi daljnje analize ili upotrebe. Primjerice, popis svih adresa unutar 1 kilometra od središta toksičnog izljeva.

### Tehnike grafičkog prikaza
Tradicionalne karte apstrakcije su realnog svijeta, uzorci važnih elemenata oslikanih na listu papira sa simbolima koji prikazuju fizičke objekte. Ljudi koji koriste karte moraju znati interpretirati te simbole. Topografske karte pokazuju oblik Zemljine površine izolinijama; stvaran Zemljin oblik može se vidjeti samo u mislima.
Današnje tehnike grafičkog prikaza, poput sjenčanja koje se temelji na visini u GIS-u, mogu učiniti odnose među elementima karte vidljivima, povisujući nečiju sposobnost da izvlači i analizira informaciju. Primjerice, dvije se vrste podataka spajaju u GIS-u da bi proizvele perspektivni pogled ili dio okruga San Mateo u Kaliforniji.
- Digitalni visinski model, koji se sastoji od visina površine zapisanih na 30-metarskoj vodoravnoj mreži, pokazuje velike visine bijelima a malene visine crnima.
- Popratna slika Landsatova tematskog kartografa pokazuje infracrvenu sliku naknadno obojanu koja predstavlja isto područje u 30-metarskim pikselima, ili elementima slike, za iste koordinatne točke, piksel po piksel, kao visinske informacije.

GIS se koristio za registriranje i spajanje dviju slika radi prikazivanja trodimenzionalnog perspektivnog pogleda rasjeda San Andreas upotrebom slikovnih piksela tematskog kartografa, ali osjenčanog korištenjem visine reljefa. GIS prikaz ovisi o točki gledališta promatrača i dnevnom vremenu prikaza, kako bi odgovarajuće prikazao sjene stvorene sunčanim zrakama na toj širini, dužini i vremenu tijekom dana.

## GIS softver
Vidi Popis GIS softvera.

## Budućnost GIS-a
Mnoge discipline mogu izvući korist iz GIS tehnika. Aktivno GIS tržište je rezultiralo nižim cijenama i neprestanim poboljšanjima hardverskih i softverskih komponenata GIS-a. Ti razvoji će, jedan za drugim, rezultirati u mnogo široj upotrebi tehnologije u znanosti, upravi, trgovini i industriji s primjenama u nekretninama, javnom zdravstvu, kartiranju kriminala, nacionalnoj obrani, održivom razvoju, prirodnim resursima, prometu & logistici.

### OGC standardi
- Open Geospatial Consortium (OGC)

### Globalne promjene i programklimatskepovijesti
Karte su se tradicionalno koristile za istraživanje Zemlje i iskorištavanje njenih bogatstava. GIS tehnologija, kao proširenje kartografske znanosti, unaprijedila je učinkovitost i analitičku snagu tradicionalnog kartiranja. Danas, kada znanstvena zajednica prepoznaje posljedice ljudske aktivnosti na okolinu, GIS tehnologija postaje značajni alat u nastojanju razumijevanja procesa globalnih promjena. Različite karte i izvori satelitskih informacija mogu se spajati na načine koji simuliraju interakcije kompleksnih prirodnih sustava.
Kroz funkciju poznatu kao vizualizacija, GIS se može koristiti za izradu slika - ne samo karata, nego i crteža, animacija i ostalih kartografskih proizvoda. Te slike dopuštaju istraživačima da vide svoje predmete na načine koji doslovno nikad prije nisu viđeni. Slike su često jednako korisne neznanstvenicima u prenošenju tehničkih koncepata predmeta proučavanih GIS-om.

### Dodavanje vremenske dimenzije
Stanje Zemljine površine, atmosfere i litosfere može se proučavati pohranjivanjem satelitskih podataka u GIS. GIS tehnologija daje istraživačima mogućnost da proučavaju različitosti u Zemljinim procesima tijekom dana, mjeseci i godina.
Primjer promjene vegetacijske vitalnosti tijekom razdoblja rasta može se animirati radi određivanja vremena kada je suša najraširenija u određenoj regiji. Rezultirajući crtež, poznat kao normaliziran vegetacijski indeks, predstavlja grubu mjeru zdravlja biljaka. Radeći s dvije varijable tijekom vremena, omogućilo bi istraživačima detektiranje regionalnih razlika u zastoju između smanjenja oborina i njihovog učinka na vegetaciju.
GIS tehnologija i dostupnost digitalnih podataka omogućuje takve analize u regionalnom i globalnom mjerilu. Satelitski senzorni izlaz korišten za stvaranje vegetacijskog crteža proizvodi Napredni radiometar vrlo visoke razlučivosti (Advanced Very High Resolution Radiometer; AVHRR) ili NRVVR. Taj senzorni sustav detektira količine energije odražene od Zemljine površine preko različitih spektralnih valnih duljina za površinska područja od oko 1 kvadratnog kilometra. Satelitski senzor dvaput dnevno stvara slike određenog položaja na Zemlji. NRVVR je samo jedan od mnogih senzornih sustava korištenih za analizu Zemljine površine. Više senzora koji će slijediti, stvarat će sve veće količine podataka.
GIS i njemu srodna tehnologija pomoći će uvelike u upravljanju i analizi tih velikih obujmova podataka, dopuštajući bolje razumijevanje terestričkih procesa i bolje upravljanje ljudskim aktivnostima za održavanje vitalnosti svjetske ekonomije i kvalitete okoline.

## Više informacija
- Digitalna rasterska grafika
- Geodezija
- Geoinformacije
- Geoinformatika
- GRASS GIS
- Kartografija
- Open Geospatial Consortium
- Daljinsko snimanje
- Virtualni globus